# Kaczyny-Wypychy
Kaczyny-Wypychy – część miasta Ostrołęka w Polsce położona w województwie mazowieckim.
Dawniej wieś.

## Historia
W latach 1921–1936 wieś leżała w województwie białostockim, w powiecie ostrołęckim, w gminie Rzekuń.
Według Powszechnego Spisu Ludności z 1921 roku wieś zamieszkiwały 102 osoby w 19 budynkach mieszkalnych. Miejscowość należała do parafii rzymskokatolickiej w Rzekuniu. Podlegała pod Sąd Grodzki w Ostrołęce i Okręgowy w Łomży; właściwy urząd pocztowy mieścił się w Rzekuniu.
W 1936 dokonano zmian granic Ostrołęki włączając Kaczyny-Wypychy w granice miasta.